# Río Petrohué
Río Petrohué ist der Name eines Flusses im südchilenischen Seendistrikt.
Er mündet als einziger Abfluss des Lago Todos los Santos nach 36 km in einem breiten Delta in den Reloncaví-Fjord. Trotz seiner geringen Länge von nur 36 km ist der mittlere Abfluss mit 278 m³/s relativ hoch. Dieser entspricht in etwa der durchschnittlichen Abflussmenge des Alpenrheins in den Bodensee. Während seines Laufs, der zuerst in südwestliche, dann in südliche Richtung erfolgt, nimmt der Río Petrohué nur einige kleinere Bäche auf. Wahrscheinlich hat der Fluss bis in historische Zeit auch Wasser aus dem Lago Llanquihue aufgenommen, doch wurde dieser Abfluss durch vulkanische Aktivitäten des Osorno und des Calbuco verlegt. Etwa 6 km nachdem der Fluss den See verlässt, stürzt er über einige Basaltklippen in mehreren Schwellen insgesamt über 20 m in die Tiefe. Im Oberlauf hat sich der Fluss meist tief in die vulkanischen Ablagerungen eingeschnitten, sodass hier viele Flussabschnitte von steilen Uferhängen begrenzt und nur schwer zugänglich sind. Im Unterlauf wird der Fluss breiter, verzweigt sich in verschiedene, durch Ablagerungsbänke getrennte Gerinne und mündet schließlich in einem breiten, vielfach verzweigten Geschiebedelta.
Die Wasserqualität des Río Petrohué ist bisher in seinem gesamten Verlauf auf Grund des weitgehenden Fehlens von Verschmutzungsfaktoren ausgezeichnet. Die starke Zunahme des Ausflugs-, Angel- und Wassersporttourismus vor allem im Bereich der Wasserfälle könnte jedoch ohne begleitende Maßnahmen zu einer Verschlechterung führen.
Der Ober- und Mittellauf des Flusses liegen im ältesten chilenischen Nationalpark Vicente Perez Rosales. Der gesamte Flussverlauf liegt innerhalb der Pflanzenformation des Valdivianischen Regenwaldes dessen dichte, immergrüne Vegetation seine Flussufer prägt.

## Klima
Das Klima ist kalt-gemäßigt. Das Gebiet liegt in der Zone der südlichen Westwinddrift, deren Klima durch häufige starke Westwinde, mäßig kalte Winter, mäßig warme Sommer sowie durch jährliche Niederschlagsmengen um die 3000 mm/m² gekennzeichnet ist. Im Sommer erreichen die Temperaturen über zwanzig Grad, im Winter fallen sie auf 5–7°. Frosttage sind selten, auch Schnee fällt nur an wenigen Tagen und bleibt meist nicht längere Zeit liegen. Da der Fluss vor allem Wasser aus dem Lago Todos los Santos sowie Schmelzwasser aus den umliegenden Bergen enthält, erwärmt er sich nicht über 15° Celsius; im August ist er mit durchschnittlich 8° am kühlsten. Nur im Bereich einiger heißer Quellen sind die Wassertemperaturen wesentlich höher.

## Flora
Die Ufer des Río Petrohué sind gesäumt von der dichten Vegetation des Valdivianischen Regenwaldes, dessen Leitbaum der Coihue (Nothofagus dombeyi), eine immergrüne Scheinbuchenart ist. Drei weitere Vertreter dieser Gattung kommen im Bereich des Flusses vor, sind aber weniger häufig. Unter den Nadelbäumen ist Fitzroya cupressoides, die Patagonische Zypresse, die Wuchshöhen über 50 m und ein sehr hohes Alter erreichen kann, am eindrucksvollsten. Im Herbst werden die Früchte der Chilenischen Guave reif, die dann als Frischobst verkauft oder zu Konfitüre verarbeitet werden. Insgesamt ist die Flora des Valdivianischen Regenwaldes äußerst artenreich und vielfältig.

## Fauna
Im Umkreis des Flusses sind 30 Säugetierarten beheimatet, von denen die Nutria und der Südliche Flussotter direkt wassergebunden sind und im Flusssystem des Río Petrohué vorkommen. Reichhaltig ist auch die Avifauna, doch leben die meisten Vögel im Hinterland des Flusses. Für den Fluss selbst charakteristisch ist jedoch die Sturzbachente, die am Rande des Flusses brütet und auch im Bereich der Wasserfälle zu beobachten ist. Auf den Schotterbänken des strömungsärmeren Unterlaufes sind gelegentlich Bairdstrandläufer zu sehen, auf überhängenden Zweigen über ruhigeren Gewässerabschnitten ansitzende Rotbrustfischer. Im bereits ozeanisch stark beeinflussten Mündungsbereich kommt die Langflügel-Dampfschiffente vor.
Ursprünglich waren im Oberlauf- und Mittellauf des Río Petrohué nur vier Fischarten heimisch: Perca trucha, eine Barschart (Percichtys trucha), die eine Länge von 40 cm erreichen kann, Bagre (Trichomycterus sp. areolatus?), ein Schmerlenwels, der Hechtling Peladilla (Aplochiton taeniatus), sowie der neuweltliche Ährenfisch Basilichthys australis, der endemisch in Chile ist und in der Region Pejerrey genannt wird. Wie sein Name nahelegt (Pejerrey = Königsfisch) wurde letzterer als Speisefisch besonders geschätzt. Der Unterlauf und das Mündungsgebiet waren und sind durch den ozeanischen Einfluss artenreicher.
Heute überwiegen im See- und Flusssystem fremde Arten, wie Bachforelle, Regenbogenforelle, Atlantischer Lachs, Silberlachs und Königslachs. Der ursprünglich nordpazifische Königslachs hat selbsterhaltende Populationen und neue Zugtraditionen entwickelt, seitdem wahrscheinlich in den 1980er Jahren Exemplare aus Aquafarmen entkamen oder freigesetzt wurden. Regenbogenforelle und Bachforelle sind heute die häufigsten Fische im Flusssystem des Petrohué und der meisten anderen chilenischen Flüsse. Sie bilden mehr als 80 % der Biomasse an Fisch und verdrängen in zunehmendem Maße die ursprüngliche Fischfauna.

## Sonstiges
Der Río Petrohué gilt als eines der besten Angelreviere Chiles. Diesen Ruf verdankt er ausschließlich Arten, die ursprünglich im Flusssystem nicht heimisch waren. So kamen die, bei den Sportanglern so begehrten Vertreter der Salmoniden, in ganz Südamerika nicht vor. Auch unter Wassersportlern, Raftern und Wildwasserkanuten gewinnt der Fluss zunehmend an Beliebtheit, sodass an seinem Austritt aus dem Lago Todos los Santos, entlang des gesamten Oberlaufes, insbesondere aber an und in der Nähe der Wasserfälle eine touristische Infrastruktur entstanden ist und weiter ausgebaut wird. Es bleibt abzuwarten, inwieweit die negativen Folgen dieser Entwicklung durch entsprechende Maßnahmen eingedämmt werden können.